# Ahmed al-Gaddafi al-Qahsi
Ahmed al-Gaddafi al-Qahsi era o primo do antigo líder líbio Muammar Gaddafi. Em 2006, casou-se com a filha de Gaddafi, Aisha Gaddafi.  De acordo com a família Gaddafi, Qahsi, que era um coronel do exército líbio, foi morto em um bombardeio da OTAN em 26 de julho ao composto Gaddafi, durante a Guerra Civil Líbia em 2011.  O casal teve três filhos antes do início do conflito, seu quarto filho, uma menina, nasceu na Argélia quando Ayesha fugiu para lá com os seus irmãos Hannibal e Muhammad após a batalha de Trípoli.